# Padár
Padár je vas na Madžarskem, ki upravno spada pod podregijo Zalaegerszegi Županije Zala .